# Referéndum constitucional de Perú de 1939
El referéndum constitucional del Perú de 1939 se realizó el domingo 18 de junio de 1939. Las modificaciones propuestas fueron aprobadas por el 88% de los votantes. Tras el referéndum Manuel Prado Ugarteche fue elegido presidente el 4 de diciembre.
El 6 de agosto de 1945 el Congreso aprobó la ley 10334, que declaraba inconstitucionales las enmiendas, ya que no fueron aprobadas de acuerdo con el Artículo 236 de la constitución de 1933.

## Antecedentes
En 1933 el Congreso eligió a Óscar R. Benavides para finalizar el resto del mandato de cinco años en oficio del presidente Luis Miguel Sánchez Cerro. En las elecciones presidenciales de 1936, ningún candidato obtuvo la mayoría de votos. Debido a esto, y siendo un candidato apoyado por la prohibida Alianza Popular Revolucionaria Americana, el Tribunal Electoral declaró más tarde como inválidas las elecciones. El Congreso posteriormente amplió el término del mandato de Benavides hasta 1939 y le permitió gobernar por decreto.
El 18 de junio de 1919 expidió la Ley 8875 convocando a un referéndum sobre la reforma constitucional. Los cambios incluyen el establecimiento de períodos de seis años, tanto para el Congreso (aunque un tercio de los miembros son elegidos cada dos años) y el presidente.

## Resultados
| Elección        | Votos   | Media   |
| --------------- | ------- | ------- |
| A favor         | 368 813 | 87,83%  |
| En contra       | 51 132  | 12,17%  |
| Votos en blanco | 0       | 0,00%   |
| Votos nulos     | 0       | 0,00%   |
| Total           | 419 945 | 100,00% |

- Votantes registrados / Número de votantes = ¿?
- Fuente: Democracia Directa